# Apteczka pierwszej pomocy
Apteczka pierwszej pomocy – polski krótkometrażowy horror animowany, zrealizowany techniką wycinankową, w reżyserii Aleksandra Sroczyńskiego, z jego scenariuszem i muzyką. Autorem zdjęć filmowych jest Tomasz Wolf.
Za produkcję tę A. Sroczyński otrzymał wyróżnienie na Ogólnopolskim Konkursie Autorskiego Filmu Animowanego w Krakowie.

## Opis fabuły
Bohaterem filmu jest staruszek, który podczas próby przejścia przez niebezpieczną ulicę zostaje potrącony przez kilka samochodów. Z trudem uchodzi z tego żywy, jednak za chwilę ponownie ociera się o śmierć i to nieraz.